# Concours Hippique (Eindhoven)
Het Internationaal Concours Hippique Eindhoven is een jaarlijks paardensportevenement in de Nederlandse stad Eindhoven. Het evenement werd in 2008 voor de 62e keer gehouden.
Het evenement wordt gemiddeld bezocht door gemiddeld zo'n 75.000 bezoekers. Het evenement is gericht op zowel de springsport als de dressuur. Sinds 2006 wordt het Nederlands Kampioenschap Dressuur tijdens het Concours Hippique in Eindhoven gehouden. Enkele deelnemers uit het verleden zijn onder meer Anky van Grunsven en Imke Schellekens-Bartels. Behalve de hippische topsport is er tijdens het evenement ook een koetsentocht door Eindhoven. Het evenement is gratis te bezoeken met uitzondering van de dressuurtribune tijdens het NK dressuur.
Zowel in 2012 als in 2013 is het evenement niet doorgegaan, doordat er te weinig sponsorgeld beschikbaar was om de kosten te dekken. Voor de editie in 2013 was al voor een ander weekeinde gekozen om meer publiek en sponsors te betrekken. Dat besluit heeft niet het gewenste resultaat gehad.